# Mauritius vid världsmästerskapen i simsport 2024
Mauritius tävlade vid världsmästerskapen i simsport 2024 i Doha i Qatar mellan den 2 och 18 februari 2024. Mauritius hade en trupp på fyra idrottare, varav två kvinnor och två män.

## Tävlande per sport
Följande är en lista över antalet tävlande per sport.
| Sport   | Herrar | Damer | Totalt |
| ------- | ------ | ----- | ------ |
| Simning | 2      | 2     | 4      |
| Totalt  | 2      | 2     | 4      |

## Simning
Herrar
| Idrottare          | Gren           | Heat    | Heat      | Semifinal        | Semifinal        | Final            | Final            |
| Idrottare          | Gren           | Tid     | Placering | Tid              | Placering        | Tid              | Placering        |
| ------------------ | -------------- | ------- | --------- | ---------------- | ---------------- | ---------------- | ---------------- |
| Ovesh Purahoo      | 50 m frisim    | 24,35   | 71        | Gick inte vidare | Gick inte vidare | Gick inte vidare | Gick inte vidare |
| Ovesh Purahoo      | 100 m frisim   | 52,55   | 69        | Gick inte vidare | Gick inte vidare | Gick inte vidare | Gick inte vidare |
| Jonathan Chung Yee | 100 m bröstsim | 1.06,31 | 61        | Gick inte vidare | Gick inte vidare | Gick inte vidare | Gick inte vidare |
| Jonathan Chung Yee | 200 m bröstsim | 2.26,00 | 33        | Gick inte vidare | Gick inte vidare | Gick inte vidare | Gick inte vidare |

Damer
| Idrottare           | Gren           | Heat    | Heat      | Semifinal        | Semifinal        | Final            | Final            |
| Idrottare           | Gren           | Tid     | Placering | Tid              | Placering        | Tid              | Placering        |
| ------------------- | -------------- | ------- | --------- | ---------------- | ---------------- | ---------------- | ---------------- |
| Alicia Kok Shun     | 50 m frisim    | 27,04   | 55        | Gick inte vidare | Gick inte vidare | Gick inte vidare | Gick inte vidare |
| Alicia Kok Shun     | 50 m bröstsim  | 33,19   | 33        | Gick inte vidare | Gick inte vidare | Gick inte vidare | Gick inte vidare |
| Tessa Ip Hen Cheung | 100 m frisim   | 1.01,60 | 53        | Gick inte vidare | Gick inte vidare | Gick inte vidare | Gick inte vidare |
| Tessa Ip Hen Cheung | 100 m bröstsim | 1.14,25 | 41        | Gick inte vidare | Gick inte vidare | Gick inte vidare | Gick inte vidare |